# 陈泗东
陈泗东（1924年6月—1994年7月7日），泉州市地方史专家，长期从事泉州地方史研究，被誉为“泉州通”。

## 生平
1924年6月生于泉州。1944年考入国立暨南大学文学院历史地理系。1946年3月加入中国共产党。1947年作为上海市学生联合会六代表之一赴南京请愿，写《致蒋介石公开信》，被学校勒令退学。此后到台湾教书，1948年被捕，由父亲保释回泉州治病。
后任西隅中学教务主任、校长。1952年9月重新加入中国共产党，10月加入中国民主同盟，任民盟泉州市委会宣传部部长。1956年6月当选政协泉州市第一届委员会委员，9月当选泉州市第二届人民代表大会代表。1957年被划为“右派分子”，一度下放劳动。文革中受迫害。1972年调到泉州市文物管理委员会工作。1974年参与发掘泉州湾宋代海船。
1978年后平反，1980年恢复党籍。任泉州市文管会办公室主任，泉州市文化局副局长兼泉州市地方志编纂委员会办公室主任，泉州市第八届人民代表大会代表，政协泉州市第四届常务委员、文史资料研究委员会副主任、提案审查委员会委员。主编《泉州文史》、《中国历史文化名城（泉州卷）》、《泉州名胜诗词选》、《泉州风俗资料汇编》，主持翻印《泉州府志》。1985年6月离休。1986年11月被选为泉州市金门同胞联谊会副会长，兼福建省金门同胞联谊会理事。
1994年7月7日因脑溢血去世，享年71岁。7月9日出殡，送葬队伍达三里。

## 纪念
文章、诗词辑为《幸园笔耕录》，2003年鹭江出版社出版。李亦园、庄为玑、陈清泉作序，周焜民题跋。
2014年11月，“东亚文化之都泉州的历史回顾暨纪念陈泗东先生诞辰九十周年学术研讨会”在泉州师范学院举办，近百位泉州地方学专家学者参与。